# Дарджилингская железная дорога
Дарджилингская Гималайская железная дорога (англ. Darjeeling Himalayan Railway) — узкоколейная железная дорога с шириной колеи в 2 фута (610 мм). Построена между 1879 и 1881 годами в Западной Бенгалии, соединяет города Дарджилинг и Силигури. Управляется компанией Indian Railways (Индийские железные дороги). Протяжённость приблизительно 86 километров. Поднимается с высоты около 100 метров в Силигури до высоты примерно 2200 метров в Дарджилинге. В 1999 году причислена к объектам всемирного наследия ЮНЕСКО (№ 944) под названием Горные железные дороги Индии. В 2005 году в этот список также была добавлена горная железная дорога Нилгири, а в 2008 году — Калка-Шимла.

## История железной дороги

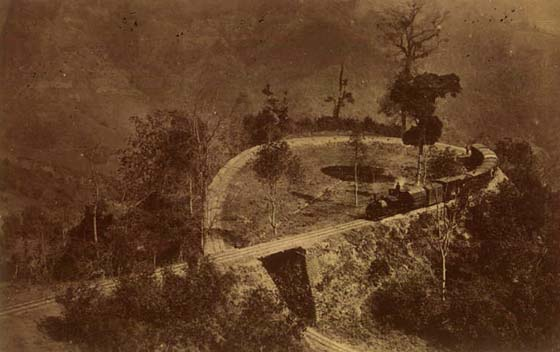
Крутая петля («место мучений») на Дарджилинг-Гималайской железной дороге. 1921 год.

Город Дарджилинг, основанный в 1835 году раджой Сиккима, в течение XIX века быстро развивался как курортно-санаторный центр для британских солдат, и к концу века превратился в крупный горный курорт и центр производства чая. При этом он оставался труднодоступным — попасть в него можно было только на конных повозках по грунтовой дороге. Кроме того, город занимал стратегическое положение, и правительство Британской Индии было заинтересовано в возможности быстрой переброски войск к Дарджилингу.
К 1878 году была построена железная дорога со стандартной шириной колеи (около 1,5 метра) между Калькуттой и Силигури. В том же году инженер Франклин Престедж, агент Восточно-Бенгальской железной дороги, представил проект узкоколейной горной железнодорожной линии. В 1879 году проект был одобрен специальным комитетом, и началось строительство железной дороги. Малая ширина колеи позволила проложить пути вдоль существующей дороги и при этом обойтись без строительства новых туннелей и мостов, однако на участках с резким перепадом высот были сооружены петли. К марту 1880 года железная дорога была проложена до станции Тиндария в 35 километрах от Силигури. В этом же году вице-король Роберт Литтон посетил Дарджилинг и стал одним из первых пассажиров строящейся железной дороги.
4 июля 1881 года железная дорога была открыта на всём протяжении от Силигури до Дарджилинга. Паровозы, специально построенные для узкоколейной железной дороги к 1881 году, могли перемещать не более 7 тонн, а новые локомотивы, прибывшие на замену в 1889 году — уже до 35 тонн. Строительство путей и станционных сооружений продолжалось несколько десятилетий, последним крупным сооружением стал вокзал в Дарджилинге, построенный в 1921 году. При этом линия активно эксплуатировалась, и по примерным оценкам к 1910 году перевозила более 170 тысяч человек и 40 тысяч тонн грузов ежегодно.
После провозглашения независимости Индии железная дорога была выкуплена правительством Индии и включена в общую сеть железных дорог. В 1964 году был построен новый участок железной дороги от Силигури до Нью-Джалпайгури, где в настоящее время находится главный железнодорожный узел региона.

## Особенности
Дорога имеет большой уклон, из-за чего на ней построена Петля Батасия, а для увеличения трения при преодолении подъёмов на рельсы сыпят песок с передней площадки локомотива.